# ACR (fuzil)
O Adaptive Combat Rifle (ACR), ou português, Rifle de Combate Adaptável) é um fuzil de assalto desenvolvido pela Magpul Industries de Austin, Texas para o exército dos Estados Unidos, originalmente chamado de Masada. No final de janeiro de 2008, Bushmaster entrou em um acordo de licenciamento com Magpul, pelo qual Bushmaster assumiria a produção, o desenvolvimento futuro e as vendas da Masada.
Este fuzil viu seu batismo de fogo durante a recente guerra do Afeganistão.

## História

### Origem
O design original do Magpul Masada representou uma combinação de vários projetos de fuzis recentes, incorporando o que foi considerado pelos seus designers como as melhores características de cada um em um único fuzil, leve e modular. Características de design do Armalite AR-18 (sistema de gás de curto-curso), o FN SCAR (receptor superior, local do processador de carga), o Heckler & Koch G36 e XM8 (uso liberal de componentes polímero), e o M16/AR-15 (pacote de gatilho, cano, grupo de controle de fogo) estavam presentes. O fuzil também incluiu vários recursos desenvolvidos por Magpul, como um sistema de cano de mudança rápida/sistema de munhão, regulador de gás ajustável, alavanca de carga não reciprocante e compartimentos de armazenamento localizados no estoque e no aperto.
 Antes do acordo com o Bushmaster, a Magpul efetuou mudanças adicionais no seu projeto, o mais óbvio era o deslocamento do manipulador operacional ambidestro para uma posição a frente (um pouco semelhante as séries de armas Heckler & Koch G3 e Heckler & Koch MP5). O calibre da arma poderia ser facilmente alterado, substituindo a cabeça do parafuso, a carregador e o cano.

## Usuários
- Polônia: Alguns usados pelo Polaco SWW.[6][7]
- Ucrânia